# Передняя ушная мышца
Передняя ушная мышца (лат. Musculus auricularis anterior) начинается от височной фасции и сухожильного шлема, направляется назад и книзу, несколько сужается и прикрепляется к коже ушной раковины выше козелка.

## Функция
Смещает ушную раковину вперёд и кверху. Остатки ушной мускулатуры человека — классический пример рудиментарных органов. Как известно, люди, которые умеют двигать ушами встречаются достаточно редко.